# Якунин, Алексей Иванович
Алексей Иванович Якунин — советский хозяйственный, государственный деятель, Герой Социалистического Труда.

## Биография
Родился в 1902 году в селе Ливенская Елецкого уезда Орловской губернии (ныне деревня в Задонском районе Липецкой области). Член КПСС (с 1943 года).
С 1920 года — на хозяйственной, общественной и политической работе. В 1920—1968 годах — слесарь радиомастерской, участник Гражданской войны, электромонтёр городской электростанции, электрик на электростанции инструментально-механического завода, инженер по оборудованию центрально-заводской лаборатории, мастер цеха магнитных станций, заместитель начальника цехов А-7, А-4, начальник производства на Харьковском электромеханическом заводе, главный инженер завода № 654 НКЭП СССР, директор завода «Электрик» Министерства электропромышленности СССР, директор Харьковского электромеханического завода, первый заместитель председателя Харьковского (с сентября 1963 года — Донецко-Приднепровского) Совета народного хозяйства, директор Харьковского электромеханического завода.
Умер в Харькове в 1968 году.

## Награды
- Указом Президиума Верховного Совета СССР от 17 ноября 1965 года присвоено звание Героя Социалистического Труда.

- Ордена Ленина (2), Трудового Красного Знамени (4), Красной Звезды, "Знак Почета".

## Отзывы современников
Я хорошо запомнил директора ХЭМЗа (ЧЭАЗ) Якунина. Он был авторитетом в городе и республике. Интересно, что Алексей Иванович со своими рабочими всегда здоровался за руку, а своих «харьковчан» всех помнил по имени-отчеству. После войны Якунины вернулись в Харьков, но супруга Алексея Ивановича приезжала в Чебоксары не раз…— А. И. Терентьев